# Halffluxdiameter
De halffluxdiameter of HFD is een definitie die in de astronomie wordt gebruikt om de grootte van een ster in een astronomische opname te bepalen. Sterren worden niet afgebeeld als een punt, maar volgens een tweedimensionale gaussverdeling. De HFD-eenheid is pixels. De HFD definieert de diameter van een cirkel rond het heldere centrum, waarin de helft van de sterflux of energie is ingesloten. De andere helft van de flux bevindt zich buiten deze cirkel.
De grootte in een opname wordt in de praktijk voornamelijk beïnvloed door de astronomische seeing. Hoe lager de HFD-waarde, hoe beter de seeing en hoe scherper de opname.
Het is vergelijkbaar met de halfwaardebreedte, FWHM in het Engels (full width at half maximum). De HFD is in de praktijk een robuustere meting, vooral voor sterren die niet in focus zijn.
Voor een perfecte Gaussiaanse sterafbeelding zijn zowel de FWHM- als de HFD-waarden 2.3548 σ.
De stergrootte kan ook worden gedefinieerd als de halve flux-straal, HFR.
- HFD = HFR × 2